# Giovanni II d'Alençon (Bellême)
Giovanni II d'Alençon, in francese: Jean II d'Alençon (Bellême) (... – 6 maggio 1191), fu signore d'Alençon e Barone di Saosnes dal 1191 alla sua morte.

## Origine
Secondo il documento n° XLV del Cartulaire de l'abbaye de Notre-Dame de la Trappe, Giovanni era il figlio primogenito del signore d'Alençon e di La Roche-Mabile e Barone di Saosnes, Giovanni I e della moglie, Beatrice del Maine, figlia di Elia II, Conte del Maine, e di Filippina di Perche, figlia di Rotrou III, conte di Perche, come ci conferma l'arcivescovo, Guglielmo, della città di Tiro, nell'odierno Libano, nel suo Historia rerum in partibus transmarinis gestarum.
Secondo l'abate e storico normanno, priore dell'abbazia di Bec e sedicesimo abate di Mont-Saint-Michel, Roberto di Torigni, Giovanni I d'Alençon (Bellême) era figlio del conte di Ponthieu, signore d'Alençon e di Sées signore di Montgommery, visconte di Hiesmois e Signore di Bellême, Guglielmo III Talvas e della moglie, Elena di Borgogna (come conferma il monaco e cronista inglese, Orderico Vitale), che era la figlia primogenita del duca di Borgogna Oddone I (1058-1102) e della moglie, Matilde di Borgogna, nota anche come Sibilla di Borgogna (circa 1064 – dopo il 1087), figlia, sempre secondo Orderico Vitale del conte di Borgogna Guglielmo I (1020-1087) e della terza contessa di Vienne, Stefania (1035 – 1088).

## Biografia
Suo padre, Giovanni I, con tre diversi documenti aveva confermato tutte le donazioni che suo padre, Guglielmo III Talvas (nonno di Giovanni II), aveva fatto all'Abbazia di Perseigne.
Giovanni viene citato nel documento n° XLV del Cartulaire de l'abbaye de Notre-Dame de la Trappe, assieme ai genitori, Beatrice del Maine e Giovanni I, che, in un anno imprecisato, definendosi figlio del conte di Ponthieu, Guglielmo, concede ai frati dell'abbazie il passaggio sulle proprie terre ed un quantitativo di vino annuo
Sempre il Cartulaire de l'abbaye cistercense de Perseigne, ci informa che suo padre, Giovanni I morì il 24 febbraio 1191, lasciando i suoi domini ai tre figli maschi, Giovanni, Roberto e Guglielmo.
Giovanni divenne così signore d'Alençon e Barone di Saosnes, Giovanni II.
Giovanni II governò le sue signorie per breve tempo, in quanto, ancora il Cartulaire de l'abbaye cistercense de Perseigne, ci informa che Giovanni II morì pochi mesi dopo, il 6 maggio 1191 e gli succedette il fratello, Roberto, come Roberto I.

## Discendenza
Di Giovanni non si conosce l'esistenza né di moglie, né di alcuna discendenza